# Пересувна електроустановка
Пересувні електроустановки — автономні пересувні джерела живлення електричною енергією та пересувні установки, електроприймачі яких можуть отримувати живлення вхід стаціонарних або автономних пересувних джерел електричної енергії.
Автономне пересувне джерело живлення — це таке джерело живлення електричною енергією, яке дає змогу здійснювати живлення споживачів незалежно від централізованого електропостачання (енергосистеми).
Електроприймачі пересувних електроустановок можуть отримувати живлення від стаціонарних або автономних пересувних джерел живлення э глухозаземленою або ізольованою нейтраллю.
Автономні пересувні джерела електричної енергії можна застосовувати для живлення електроприймачів як стаціонарних, так і пересувних установок.